# موسی سیلا (بازیکن فوتبال، زاده ۱۹۹۹)
موسی سیلا (انگلیسی: Moussa Sylla؛ زادهٔ ۲۵ نوامبر ۱۹۹۹) بازیکن فوتبال اهل فرانسه است.
از باشگاه‌هایی که در آن بازی کرده‌است می‌توان به آ.اس موناکو اشاره کرد.
وی همچنین در تیم‌های ملی فوتبال France national under-16 football team، زیر ۱۸ سال فرانسه، زیر ۱۹ سال فرانسه، زیر ۲۰ سال فرانسه، و France national football B team بازی کرده‌است.